# Anesti Stoja
Anesti Stoja (Tirana, 24 giugno 1963) è un ex calciatore albanese, di ruolo centrocampista.

## Carriera

### Nazionale
Ha collezionato una presenza con la Nazionale albanese.